# Rue de Lorette (Lyon)
La rue de Lorette, ou rue Lorette, est une rue du quartier des pentes de la Croix-Rousse dans le premier arrondissement de Lyon, en France. Elle est nommée en hommage à une chapelle que la confrérie des pénitents de Notre-Dame de Lorette, créée en 1660, y avaient établie au début du XVIIIe.

## Galerie

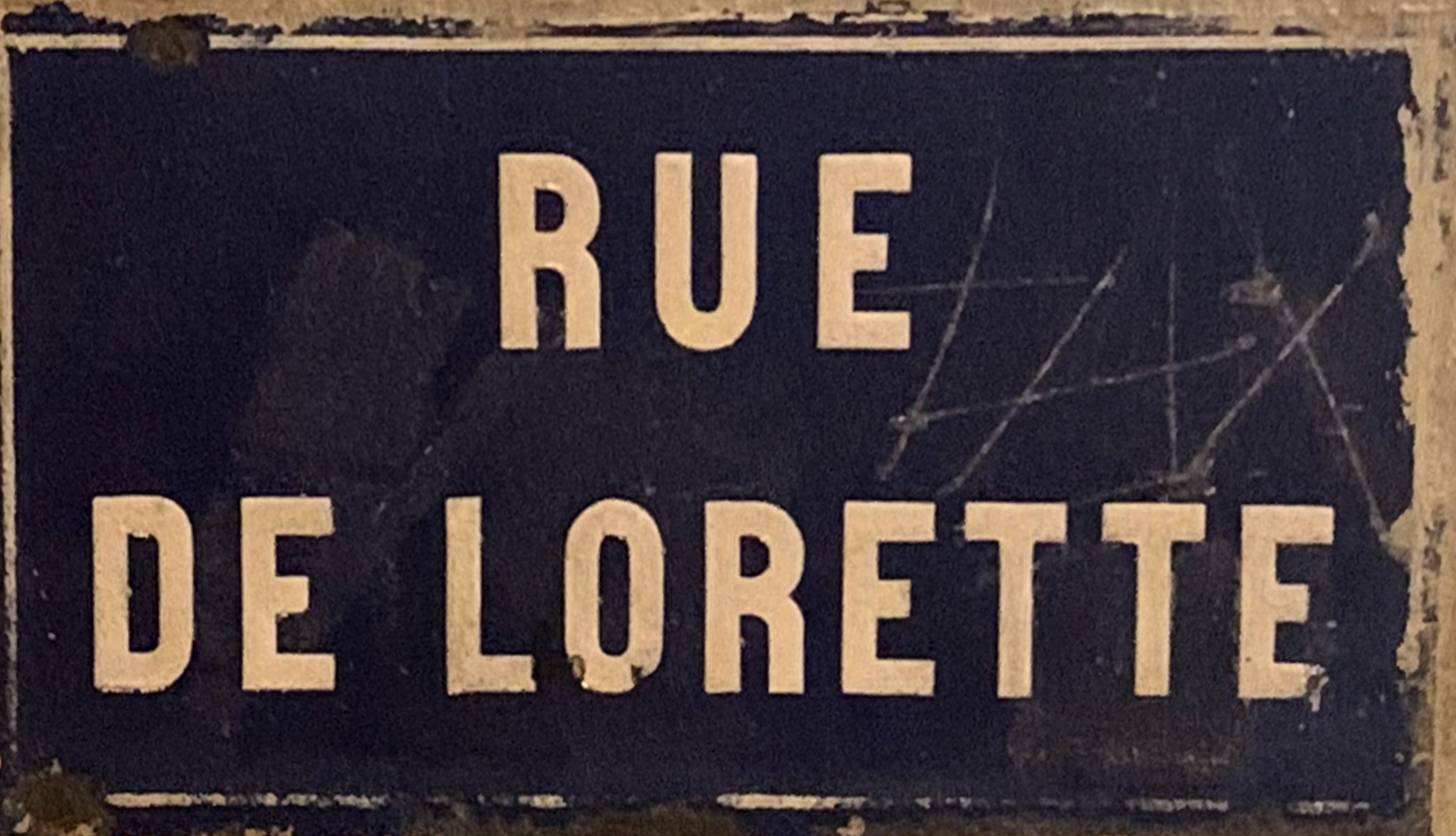
Plaque de la rue de Lorette.